# Даунс (Іллінойс)
Даунс (англ. Downs) — селище (англ. village) в США, в окрузі Маклейн штату Іллінойс. Населення — 1201 особа (2020).

## Географія
Даунс розташований за координатами 40°23′57″ пн. ш. 88°53′28″ зх. д. / 40.39917° пн. ш. 88.89111° зх. д. (40.399289, -88.891098).  За даними Бюро перепису населення США в 2010 році селище мало площу 6,77 км², уся площа — суходіл.

## Демографія
Згідно з переписом 2010 року, у селищі мешкало 1005 осіб у 357 домогосподарствах у складі 278 родин. Густота населення становила 149 осіб/км².  Було 371 помешкання (55/км²).
Расовий склад населення:
| - 95,2 % — білих - 1,7 % — чорних або афроамериканців - 0,7 % — азіатів - 0,2 % — корінних американців |

До двох чи більше рас належало 2,2 %. Частка іспаномовних становила 0,9 % від усіх жителів.
За віковим діапазоном населення розподілялося таким чином: 30,3 % — особи молодші 18 років, 61,9 % — особи у віці 18—64 років, 7,8 % — особи у віці 65 років та старші. Медіана віку мешканця становила 33,8 року. На 100 осіб жіночої статі у селищі припадало 102,2 чоловіків;  на 100 жінок у віці від 18 років та старших — 100,6 чоловіків також старших 18 років.
Середній дохід на одне домашнє господарство  становив 76 061 долар США (медіана — 66 563), а середній дохід на одну сім'ю — 88 600 доларів (медіана — 81 923). Медіана доходів становила 55 750 доларів для чоловіків та 43 810 доларів для жінок. За межею бідності перебувало 2,5 % осіб, у тому числі 0,7 % дітей у віці до 18 років та 0,0 % осіб у віці 65 років та старших.
Цивільне працевлаштоване населення становило 539 осіб. Основні галузі зайнятості: освіта, охорона здоров'я та соціальна допомога — 30,4 %, фінанси, страхування та нерухомість — 17,6 %, науковці, спеціалісти, менеджери — 10,9 %, будівництво — 9,8 %.